# Ptychosperma elegans
Ptychosperma elegans (R.Br.) Blume – gatunek rośliny z monotypowej rodziny arekowatych (Arecaceae Schultz Sch.). Występuje naturalnie w Australii – w stanie Queensland. Ponadto został introdukowany w innych częściach świata, między innymi w Stanach Zjednoczonych (na Florydzie i Hawajach), Kolumbii czy Panamie. 

## Morfologia
PokrójPalma o kłodzinie dorastającej do 6–12 m wysokości.
LiścieMają 10–12 pierzastych liści, składających się z 45–60 listków o klinowym kształcie. Liście dorastają do 1,8 m długości, natomiast pojedyncze listki do 60 cm długości oraz 7–13 cm szerokości.
KwiatyRoślina jednopienna. Kwiaty są zebrane w złożone wiechy, rozwijają się w kątach pędów. Mierzą 60–100 cm długości.
OwoceMają czerwoną barwę. Osiągają 18–20 mm długości.

## Biologia i ekologia
Rośnie w wilgotnych lasach.